# IC27

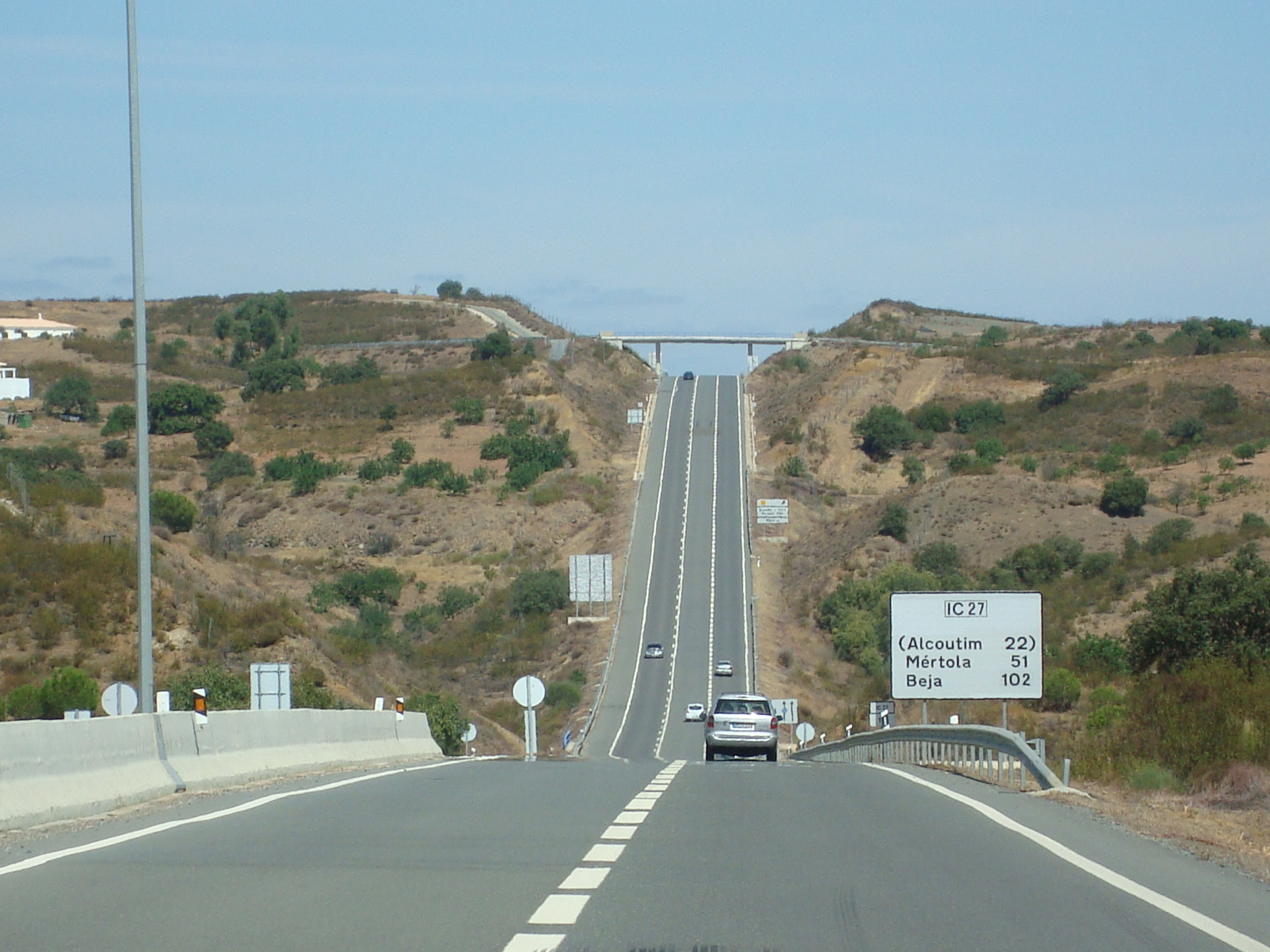
O IC 27 próximo de Odeleite.

O IC 27 é um itinerário complementar do sul de Portugal. Faz actualmente a ligação entre Castro Marim e Alcoutim e, quando concluído, fará a ligação a Mértola e a Beja, estabelecendo por via interior uma alternativa à   A 2  e ao   IC 1  nas deslocações de e para o Algarve.
É uma via rápida não muito sinuosa, apesar de possuir bastantes pequenas subidas e descidas tem também bastantes rectas. Um dos pontos mais delicados desta estrada é o troço que passa pela Barragem de Odeleite.
Tem um perfil transversal tipo de 2x2 nos nós de ligação e de 2x1 no restante traçado (apresentando frequentemente segundas vias para ultrapassagem).
Traçado do IC 27 no Google Maps

## Estado dos Troços
| Troço                            | Situação                           | km   |
| -------------------------------- | ---------------------------------- | ---- |
| Castro Marim ( A 22 ) - Odeleite | Em serviço (08/2002)               | 13,4 |
| Odeleite - Alcoutim              | Em serviço (07/2005)               | 19,3 |
| Alcoutim - Albernoa ( IP 2 )     | Pendente da adjudicação do projeto | 60,2 |

## Saídas

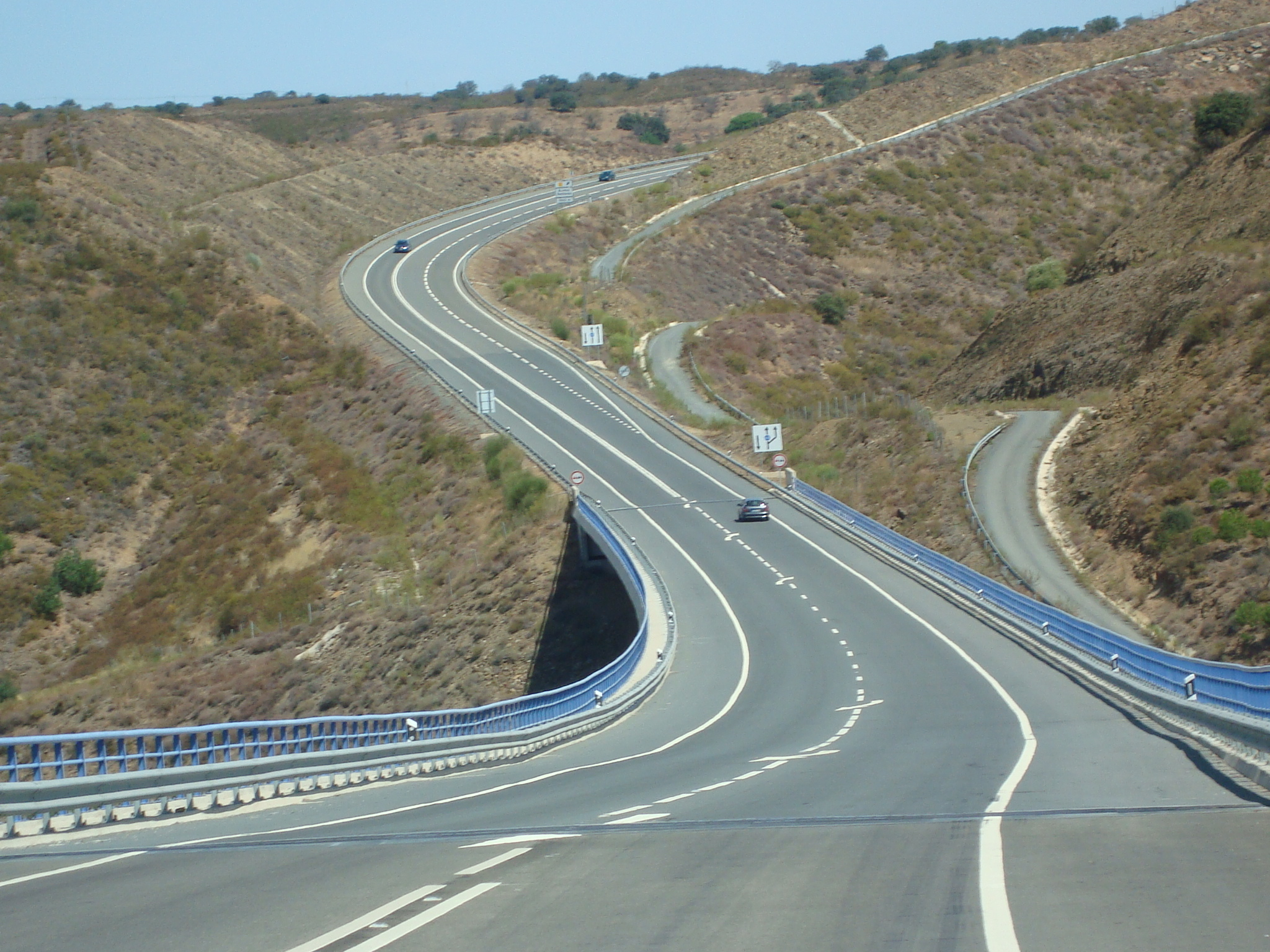
Troço do IC 27, no Algarve.

| Número da Saída | Nome da Saída               | Estrada que liga |
| --------------- | --------------------------- | ---------------- |
|                 | Monte Francisco             | N 122 A 22       |
|                 | Monte Francisco Junqueira   | N 122            |
|                 | Azinhal Sentinela           |                  |
|                 | Almada de Ouro              |                  |
|                 | Odeleite                    |                  |
|                 | Vale do Pereiro Furnazinhas |                  |
|                 | Palmeira                    |                  |
|                 | Alcoutim Martim Longo       | N 124            |
|                 | direcção Beja               | N 122            |

## Estudos de Impacto Ambiental
1. Resumo Não-Técnico do EIA do IC 27 - Alcoutim / Albernoa: []